# Horizontes da Memória
Horizontes da Memória foi uma série de televisão sobre História da autoria e apresentação de José Hermano Saraiva, lançada em 1996 e exibida na RTP2. Ao longo da série, José Hermano Saraiva percorre o território português focando-se na História das diferentes localidades.